# Second Bank of the United States

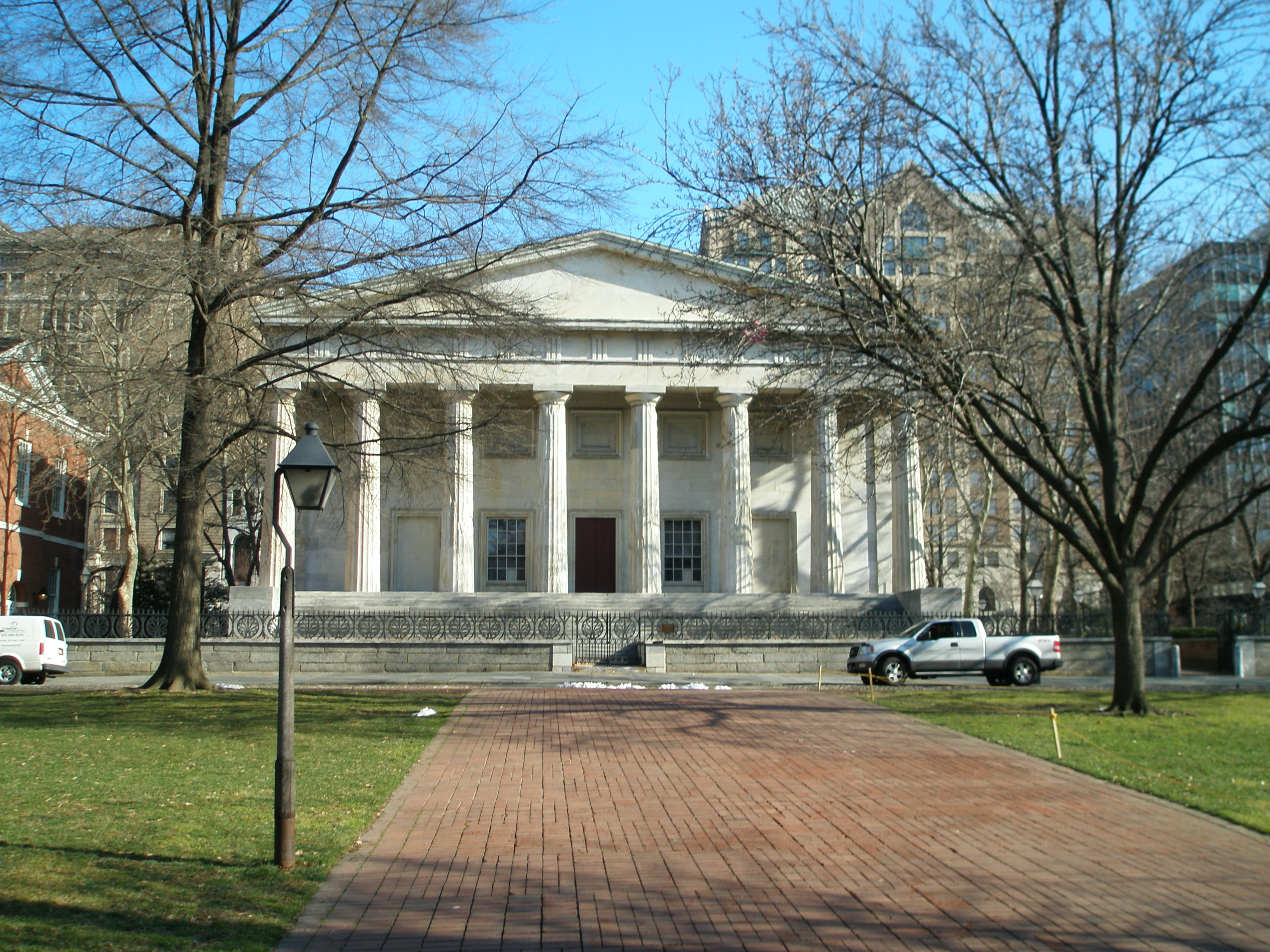
Second Bank of the United States

La Second Bank of the United States était une banque dont la charte fut promulguée en 1816, cinq ans après l'expiration de celle de la First Bank of the United States. Elle fut fondée face à la difficulté éprouvée par l'administration du président James Madison à stabiliser la monnaie.

## Histoire
En 1816, un des directeurs est le franco-américain Stephen Girard.
Elle succéda à la First Bank of the United States, avec un capital de 35 millions de dollars et les mêmes missions. En butte à des difficultés lors de la crise bancaire américaine de 1819, elle procédait également à des achats de titres et à des réceptions de dépôts en provenance du gouvernement fédéral.
Parallèlement s'est développé en Nouvelle-Angleterre à partir de 1825 le « système Suffolk » : la Suffolk Bank de Boston proposa un système de clearing pour les billets de banque : tout adhérent devait disposer d’un minimum de fonds propres de 100 000 $ et déposer un montant minimal de 2 000 $ non rémunéré.
La banque servit de dépôt aux fonds Fédéraux jusqu'en 1833, lorsque le président Andrew Jackson donna l'ordre à son secrétaire du Trésor d'y cesser tout dépôt de fond. L'un après l'autre, deux d'entre eux refusèrent et furent limogés par le président jusqu'à ce qu'il en nomme un qui accepta, Roger B. Taney, qui était jusqu'alors son procureur général et qui deviendra par la suite juge en chef des États-Unis. Cette décision provenait en partie de l'animosité qui régnait entre Jackson et le président de la banque Nicholas Biddle. La banque qui était restée une institution privée, perdit sa charte en 1836 et cessa ses activités en 1841.

## Bâtiment
La Second Bank of the United States était installée à Philadelphie, sur la côte est des États-Unis. Le bâtiment qui l'abritait, fut conçu, dans le style néogrec, par l'architecte William Strickland et achevé en 1824. Il est classé National Historic Landmark.